# Лі Чжаосін
Лі Чжаосін (кит.: 李肇星, 20 жовтня 1940, Цзяонань, Циндао, Шаньдун, Республіка Китай) — китайський державний діяч, дипломат, поет.

## Біографія
Народився 20 жовтня 1940 в Цзяонань, Циндао, Шаньдун, Республіка Китай.
У 1964 закінчив Пекінський університет, факультет західних мов. Аспірантуру Пекінського інституту іноземних мов (1967)
З 1993 по 1995 — постійний представник, Надзвичайний і Повноважний Посол КНР в ООН.
З 1998 по 2001 — Надзвичайний і Повноважний Посол КНР в США.
З 17 березня 2003 по 27 квітня 2007 — міністр закордонних справ КНР.
З 2008 — голова Комітету у зовнішніх справах парламенту КНР 11-го скликання.
Член ЦК Компартій Китаю. Член Постійного Комітету Всекитайського зібрання народних представників 11-го скликання.

## Автор
- «Молода весна Китаю»
- «Обрані вірші Лі Чжаосіна».